# Schopffasan
Der Schopffasan  oder Wallichfasan (Catreus wallichii) ist eine Hühnervogelart aus der Familie der Fasanenartigen. Er kommt verstreut im westlichen Himalaya vor, wo er gras- und gestrüppbewachsene, felsige Hänge in mittleren Berglagen bewohnt. Der Schopffasan wird von der IUCN als „gefährdet“ (vulnerable) eingestuft. Er ist der einzige Vertreter der Gattung Catreus. Der Gattungsname geht auf den griechischen Geschichtsschreiber Strabon zurück, der damit einen nicht näher bestimmten, pfauenähnlichen Vogel bezeichnete. Das Artepitheton ehrt den dänischen Naturforscher Nathaniel Wallich, der ab 1814 Direktor des indischen Museums in Kalkutta war.

## Beschreibung

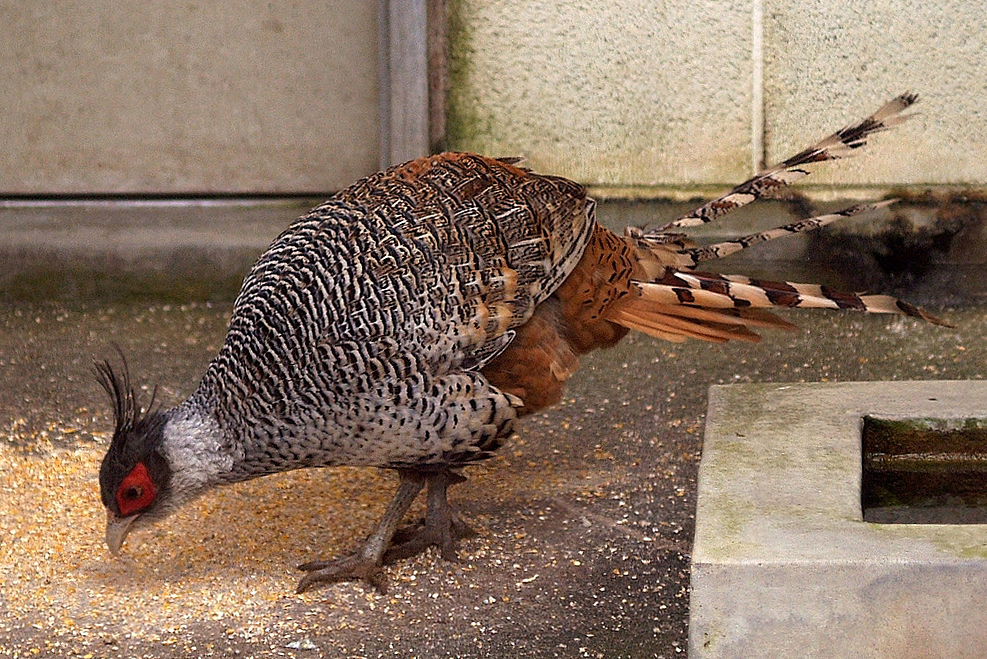
Hahn des Schopffasans

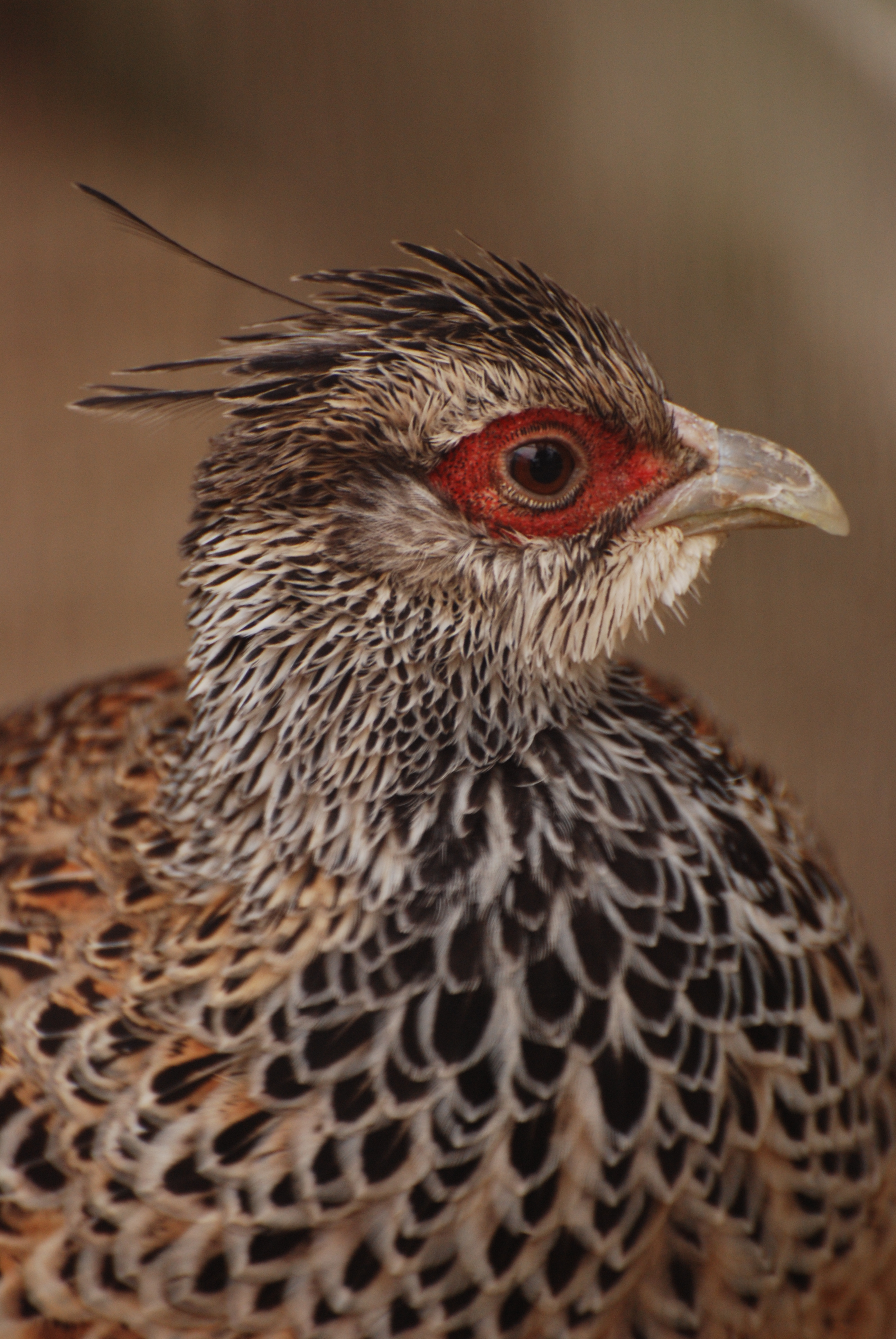
Kopfporträt einer Henne

Der Hahn des Schopffasans erreicht eine Körperlänge von 90 bis 118 cm, wovon der Schwanz zwischen 45 und 58 cm ausmacht. Die Flügellänge beträgt 235–270 mm, das Gewicht zwischen 1,5 und 1,7 kg. Die Henne ist mit 61–76 cm, von denen 32–47 cm auf den Schwanz entfallen, deutlich kleiner. Die Flügellänge liegt zwischen 225 und 245 mm, das Gewicht zwischen 0,9 und 1,4 kg. Ein Sexualdimorphismus ist vorhanden, aber nicht so ausgeprägt wie bei anderen Fasanen. Beide Geschlechter weisen einen auffälligen Federschopf auf, der beim Hahn deutlich länger ist. Die Schopffedern sind haarartig und beim Hahn an der Spitze leicht aufwärts gebogen. Die unbefiederte Haut der Augenpartie ist rot und beim Weibchen etwas matter gefärbt. Die Iris ist goldbraun. Die Flügel sind gerundet, die erste Handschwinge kürzer als die zehnte, die fünfte die längste. Der lange, spitze Schwanz besteht aus 18 Steuerfedern, von denen das mittlere Paar 4- bis 5-mal länger als die übrigen ist, die wiederum deutlich gestuft sind. Der kräftige Schnabel ist gelblich bis bläulich hornfarben. Die verhältnismäßig kurzen, kräftigen Beine sind graubraun bis fleischfarben und tragen beim Hahn einen langen Sporn, der bei der Henne höchstens andeutungsweise vorhanden ist.
Beim Hahn sind die Kopfseiten und der Oberkopf inklusive der Haube schwarzbraun. Die Federn tragen hellbraune Säume, die längsten weiße Spitzen. Kinn, Kehle und Halsseiten wirken durch schmutzig weiße Federsäume hell. Ein Großteil der Körperfedern ist auf hellem Grund schwarz, graubeige oder rostgelb quergebändert und -gefleckt. Ein subterminales, schwarzes Band glänzt metallisch grün. Vor allem die Oberseite wirkt dadurch kräftig und unregelmäßig schwarz quergebändert. Je nach Grundfarbe der hellen Säume wirken die verschiedenen Körperpartien schmutzig weiß bis beige oder rostbraun. Auf Nacken und Vorderrücken ist die Grundfärbung blassgrau und geht auf der unteren Brust und an den Flanken in ein Beigebraun über. Die Bauchmitte ist schwärzlich. Die Körperoberseite ist hellbräunlich, Bürzel und Oberschwanzdecken zeigen einen rostfarbenen Ton. Die längeren Oberschwanzdecken sind heller rostfarben und nur fleckig unterbrochen quergebändert, nicht fleckig gemustert. Die Steuerfedern sind gelblich beige und in einigem Abstand mit fleckigen, breiten schwarz-braunen Querbinden versehen. Der braune Teil zeigt dabei jeweils zur Schwanzspitze. Auf den äußeren Steuerfedern werden die Binden zunehmend einfarbig kastanienbraun. Die äußersten Schwanzfedern sind rostgelb mit dunkler rostfarbenen Binden. Die Oberflügeldecken sind auf hell rostfarbenem Grund schwarz gefleckt und durchbrochen gebändert, die dunkelbraunen Schwingen heller rostfarben quergezeichnet.
Bei der Henne sind die schwarzbraunen Federn des Oberkopfes rostgelb gesäumt, der Oberkopf ist dadurch heller als beim Hahn. Kinn und Kehle sind weißbeige. Die schwarzen Federn an Brust und Nacken tragen breite, weiße Säume. Die der Oberseite sind rotbraun-schwarz bekritzelt, tragen hellbeige Schaftstreifen, ein schwarzes Subterminalband und helle Endsäume. Untere Brust und Flanken sind rostrot und tragen schmale, rostgelbe Säume sowie eine schwarze Querbänderung und -fleckung. Die Bauchmitte ist weißlich. Dem Bürzel und den Oberschwanzdecken fehlen die Querstreifen, die für das Männchen charakteristisch sind. Die Steuerfedern sind kürzer als beim Hahn, stark bekritzelt und schmal beige gebändert.
Jungvögel sind wie Hennen gefärbt, allerdings etwas blasser. Ihnen fehlt noch die Federhaube.

## Stimme
Die stimmlichen Äußerungen ähneln denen der Ohrfasanen. Ein häufiger Ruf ist eine heisere, schneller werdende Rufreihe, die beispielsweise mit tschirräpir tschirrapir tschirr tschirr tschirta tschirra beschrieben wird. An den Schlafplätzen hört man in der Morgen- und Abenddämmerung von beiden Geschlechtern ein hohes, pfeifendes und gereihtes tschiwi wu, das von kurzen, stakkatoähnlichen Rufen unterbrochen wird. Der Alarmruf ist ein scharfes tok tok tok, bisweilen ist ein zufriedenes waääk äk wääk wääk zu vernehmen.

## Verbreitung und Bestand

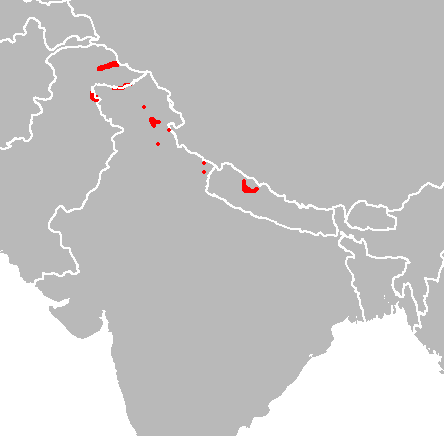
Verbreitung des Schopffasans

Das Verbreitungsgebiet des Schopffasans ist der westliche Himalaya. Früher reichten die schon immer sehr zerstreuten Vorkommen vom Nordwesten Pakistans über den Nordwesten Indiens bis nach Nepal. Mittlerweile ist der Schopffasan in Pakistan vermutlich ausgestorben, lediglich im Tal des Jhelam könnte es noch Restvorkommen geben. In Nepal kommt die Art nur noch lokal zwischen dem Baitadi-Distrikt im Westen und dem Kali Gandaki vor. In Indien war sie einem starken Rückgang unterworfen und die Hauptvorkommen konzentrieren sich heute auf die Bundesstaaten Himachal Pradesh und Uttarakhand. Zudem ist ein größeres Vorkommen aus dem Kaschmir bekannt. Der Gesamtbestand wird auf unter 6000 Vögel geschätzt und die Art von der IUCN als „gefährdet“ (vulnerable) angesehen.

## Lebensweise
Der Schopffasan besiedelt Berghänge mit eingestreuten Felsklippen, Schluchten und Steilwänden in Höhen zwischen 1200 und 3350 m. Die bevorzugte Vegetation besteht dabei aus hohem Gras, Gestrüpp und Krüppelgehölzen. Es handelt sich meist um frühe Sukzessionsstadien mit aufkommendem Bewuchs aus Nadel- und Laubbäumen, Wacholder oder Rhododendren sowie um beweidete und extensiv bewirtschaftete Standorte. Da sich letztere meist in Siedlungsnähe befinden, ist die Art oft der Gefahr einer Bejagung ausgesetzt.
Die Art lebt paarweise oder in kleinen Familienverbänden, bisweilen wurden bis zu 15 Vögel beobachtet. Die Nahrung wird meist in den Morgenstunden auf offenen Flächen gesucht. Wie Ohr- oder Glanzfasanen durchgraben Schopffasanen den Boden nach Knollen oder Wurzeln, so dass teils tiefe Löcher entstehen. Sie übernachten auf Felsklippen, in Krüppelgehölzen oder auch auf dem Boden.
Schopffasanen leben in Monogamie. Die Brutzeit liegt zwischen April und Juni. Das Nest liegt am Fuße von Felsen in der Vegetation und wird meist in Grasbüschel geformt. Das Gelege besteht aus 9–10, manchmal bis zu 14 beigen Eiern, die 54 × 39 mm groß und meist ungezeichnet, bisweilen aber am stumpfen Ende rotbraun gepunktet sind. Sie werden von der Henne 26 Tage lang bebrütet. Der Hahn hält sich dabei in der Nähe auf und beteiligt sich später auch an der Aufzucht der Jungen.

## Externe Systematik
Der Schopffasan unterscheidet sich von anderen Fasanen, mit denen er zweifelsohne verwandt ist, dennoch so deutlich, dass man ihm eine eigene Gattung zubilligt. Von den Bindenschwanzfasanen (Syrmaticus) und den Edelfasanen (Phasianus) unterscheidet er sich durch die Haube und den geringfügig ausgeprägten Sexualdimorphismus, von letzterer Gattung zudem durch das Bürzelgefieder, das nicht weich und zerschlissen ist. Weitere Alleinstellungsmerkmale sind sein allgemeiner Habitus und das stimmliche Repertoire. Beide vorgenannten Merkmale, der geringfügige Unterschied zwischen den Geschlechtern, die kräftigen Füße und das Verhalten bei der Nahrungssuche lassen vermuten, dass er ein Bindeglied zu den Ohrfasanen darstellt.

## Belege

### Einzelbelege
1. ↑  C. W. Beebe, s. Literatur
2. ↑  Raethel, S. 605 sowie Madge, S. 316, s. Literatur
3. 1 2 3  Madge, S. 316, s. Literatur
4. 1 2  Raethel, S. 605, s. Literatur
5. 1 2 3  BirdLife species factsheet, s. Weblinks
6. ↑  Beebe, S. 49, Raethel, S. 602 sowie Madge, S. 40, s. Literatur